# Ofayé
Gli Ofayé (o anche Ofayé-Xavante, Opayé) sono un piccolo gruppo etnico del Brasile che ha una popolazione stimata in circa 56 individui. Parlano la lingua Portuguese (D:Brazilian Portuguese-POR05) e sono principalmente di fede animista.
Vivono nello Stato brasiliano del Mato Grosso do Sul, lungo i fiumi Verde, Vacaris, e Ivinhema, nell'area di Brazilândia. Denominazioni alternative: Opaié-Shavante, Ofaié-Xavante, Opayé.